# プレパラート
プレパラート（ドイツ語: Präparat）とは、顕微鏡観察を行うにあたり観察対象（試料）を検鏡可能な状態に処理したものである。通常、光学顕微鏡の観察用に調製 (preparation) したものをこう呼ぶ。

## 概論
顕微鏡が登場して間もない頃は、プレパラートは単に針の先に試料を取り付けたものや、薄い試料をガラスの上に置いたものが普通であった。その後、顕微鏡は科学の諸分野、ことに医学・生物学において広く用いられるようになり、多様な試料を検鏡するのにそれぞれ適したプレパラート作成技術が発達した。
もっとも基本的なプレパラートは、試料をスライドグラス（載ガラス）に貼り付けあるいは載せ、何らかのマウント液あるいは封入剤とともにカバーグラス（覆ガラス）の下に封じたものである。生物試料の場合、通常は試料を生きている時の状態を損なわないよう固定し、数～数十μmの厚さの切片にしてスライドグラスに貼り付け、染色の後に封入して作成する。
一時プレパラートは検鏡後保存しないもので、水や緩衝液でマウントする場合も多い。蒸発しにくいマウント液を用いカバーグラスの縁をマニキュアなどで封じることによって数年程度保存することが可能となるため、そのような封縁処理を施したものは半永久プレパラートと呼ばれる。永久プレパラートは固形化する封入剤を用いるもので、古くから天然樹脂の一種カナダバルサムが用いられてきたが、最近は合成樹脂などの専用封入剤に取って代わられている。

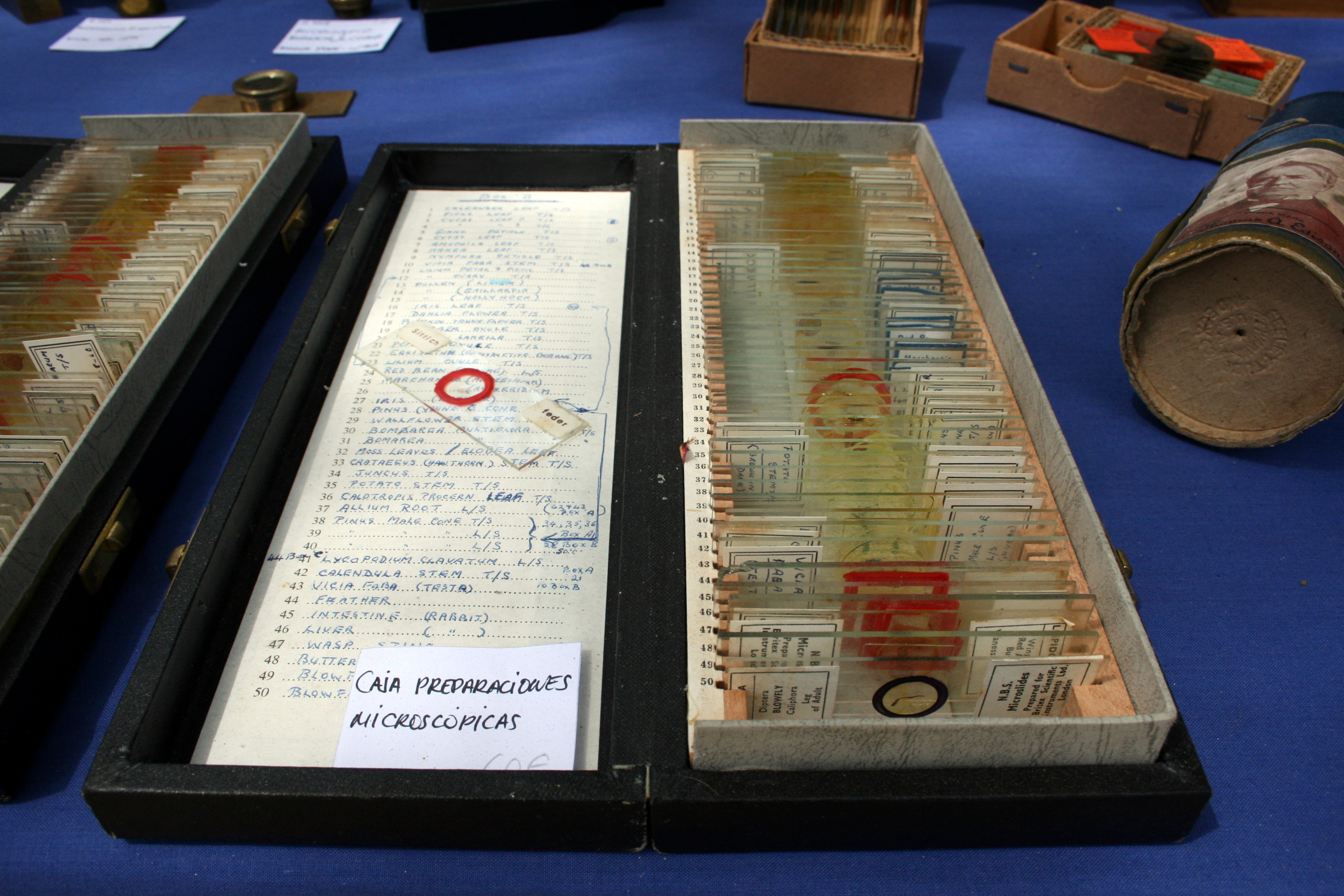
保存されたプレパラート

## 作成方法

### 薄切を行わない場合
血液などの細胞懸濁液や微生物の場合は、適当な密度に希釈してスライドグラスに塗布し、必要に応じて染色など（例：ギムザ染色）を施し、プレパラートとすることができる。薄膜状の組織（教材用にはオオカナダモの葉やタマネギの薄皮がよく用いられる）の場合は、柄付き針などでスライドグラス上に展開する。
厚みがあってそのままではプレパラートにできない試料の場合、何らかの手段で十分に薄い標本にする必要がある。その最も簡単な方法は、試料を押し潰すこと（押し潰し法または挫滅法）である。細かい粒子や繊維を構成単位とするものであれば、そっと押し潰して単位を平面に並べる事で、観察が可能になる。教材としてよく使われるタマネギの根端分裂組織の観察ではこの方法が用いられる。組織を軟化させる手段を併用すると効果的であるため、前述のタマネギの例では細胞間の結合を弛めるために希塩酸を用いる。

### 薄切
固形の試料で押し潰し法では十分な結果が得られない場合、薄く切って切片（せっぺん）を作成する。カミソリ等を用いて手で切る場合を特に徒手切片という。これは試料にある程度の大きさと堅さがあり、さほど薄い切片が必要ない場合に行われる。試料が小さくて支持が難しい場合には、適度な柔らかさの支持材に挟み込んでそれ諸共に切る。この支持材としてはニワトコの髄（ピス）がよく使われる。ピスを固定してねじでわずかずつ送り出す器具もあり、ハンドミクロトームと呼ばれる。また、ペルチェ素子や液化炭酸ガスの気化熱などを用いて試料を凍結させて切る凍結ミクロトームと呼ばれる装置もある。これらの手法は簡便ながらその分迅速であり、処理に伴う人工物の生成も少ないなどの利点もある。
より薄く精密な切片が要求される場合、あるいは試料の性状から上記のような手法では薄切できない場合には、試料を固定して支持材に包埋した上で、ミクロトームを用いて薄切する。前述のハンドミクロトームは例外的に試料を送り出す機能のみで薄切は手に持ったカミソリで行うが、一般的には薄切用のナイフの動作と試料送りが連動している。回転式ミクロトーム、滑走式ミクロトームが代表的である。前者はナイフを固定して試料を動かすもので、ハンドルの回転をクランクで往復運動に変えて試料を上下させる。試料の動きと連動して試料をわずかずつ送り出すことで一定の厚さに薄切することができ、パラフィン切片の作成に標準的に用いられる。後者は試料を送り出し機構に固定し、ナイフを滑走路上で動かして薄切するもので、大型の試料にも対応できる。組織化学にはナイフを含め低温にして薄切するクライオトームがよく用いられる。電子顕微鏡用の超薄切片の作成に用いられるものはウルトラミクロトームと呼ばれる。
生物試料の包埋には古くよりパラフィンが用いられてきたが、固定した試料を完全に脱水してからパラフィンを浸透させる必要があるためやや手間がかかる。パラフィン包埋試料を回転式ミクロトームで薄切するとパラフィンリボンと呼ばれる状態になり、連続切片が容易に作成できる。現代ではそれを元にコンピュータで試料を三次元画像に再構成することも簡単に行える。パラフィン包埋には有機溶媒を用いるため脂溶性物質に関わる観察には利用できず、その場合は凍結法やゼラチン包埋、カーボワックス包埋など他の方法を用いなければならない。その他特に大型試料や軟質試料を対象にセロイジン包埋も滑走式ミクロトームとの組み合わせでよく用いられた。合成樹脂系の包埋剤は電子顕微鏡用に開発されてきたが、最近はLRホワイトなどが光学顕微鏡用にも広く用いられる。
岩石の薄切片を作成する場合は、精密切断機でおおまかにスライスした後アランダムやカーボランダムの微粉末などを用いて研磨して仕上げる。研磨には専用の研磨機の他、試料の硬度に応じて鉄板やガラス板、メノウ板などを用いる。
やや特殊な例として、厚みのある試料をそのままで観察する場合には、凹みのついたスライドグラス（ホロースライドあるいはホールスライド）を用いることもある。通常のスライドグラスにテープを貼ったりパップペンで枠を描いたりすることもある。スライドグラス上に塗布した寒天薄層上に微生物を培養して直接検鏡するスライドカルチャーという技法もある。

### 染色と封入
薄切した試料は、完全に脱脂し清浄にしたスライドグラスに卵白アルブミンやポリリジンなどを用いて貼り付け、通常は染色を行う。染色にはきわめて様々な方法があり、観察目的に応じて適切なものを選択する。
必要な処理を行った試料は、適切な封入剤によってカバーグラスの下に封じる。カバーグラスは試料と対物レンズとの間にあるため、光学的に重要な要素となる。通常は厚さ0.17mmのものを用いる。試料を屈折率の差で観察する場合、封入剤の屈折率が問題になる場合もある。たとえば珪藻の殻を観察する場合は高屈折率のプルーラックスがよく用いられる。
封入剤としては、生きた微生物や細胞を観察する場合は水や等張液、緩衝液を用いることもある。しかしこれらは蒸発が早く扱いにくいため、普通は一時プレパラートでもグリセリンや乳酸、ラクトフェノールなどを用いる。蛍光顕微鏡で観察する場合、封入剤が蛍光を発するとバックグラウンドノイズとなるため、特に専用の無蛍光グリセリンが用いられる。永久プレパラート作成に用いる封入剤としては、前述のカナダバルサムの他にアパチーのゴムシロップやグリセリンゼラチン、ガム・クロラール系封入剤のような水溶性のものもあるが、処方によっては標本の染色が早く損なわれる場合もあり、真に永久保存が可能なわけではない。

### 鈴木式万能顕微印画法
鈴木純一が考案した。英訳のSuzuki's Universal Micro-Printing methodからスンプ法といわれる。プラスチック（セルロイドなど）に酢酸アミル（または酢酸イソアミル）を数滴たらし、表面が柔らかくなったところで観察対象物を押し付け、酢酸アミルが蒸発した後にはがす。表皮をはがせない葉などに用いられる。この方法を用いてプレパラートを作成するためのプラスチックと溶剤をセットにしたものが市販されており、これをスンプセットという。
簡易的にセロファンテープの糊の面を観察対象物に貼りつけ、それをはがしてスライドガラスに張り付けて観察する方法もあり、この方法もスンプ法といわれることがある。